# Koaserin
Koordinaten: 48° 21′ 54,7″ N, 13° 47′ 50,8″ O

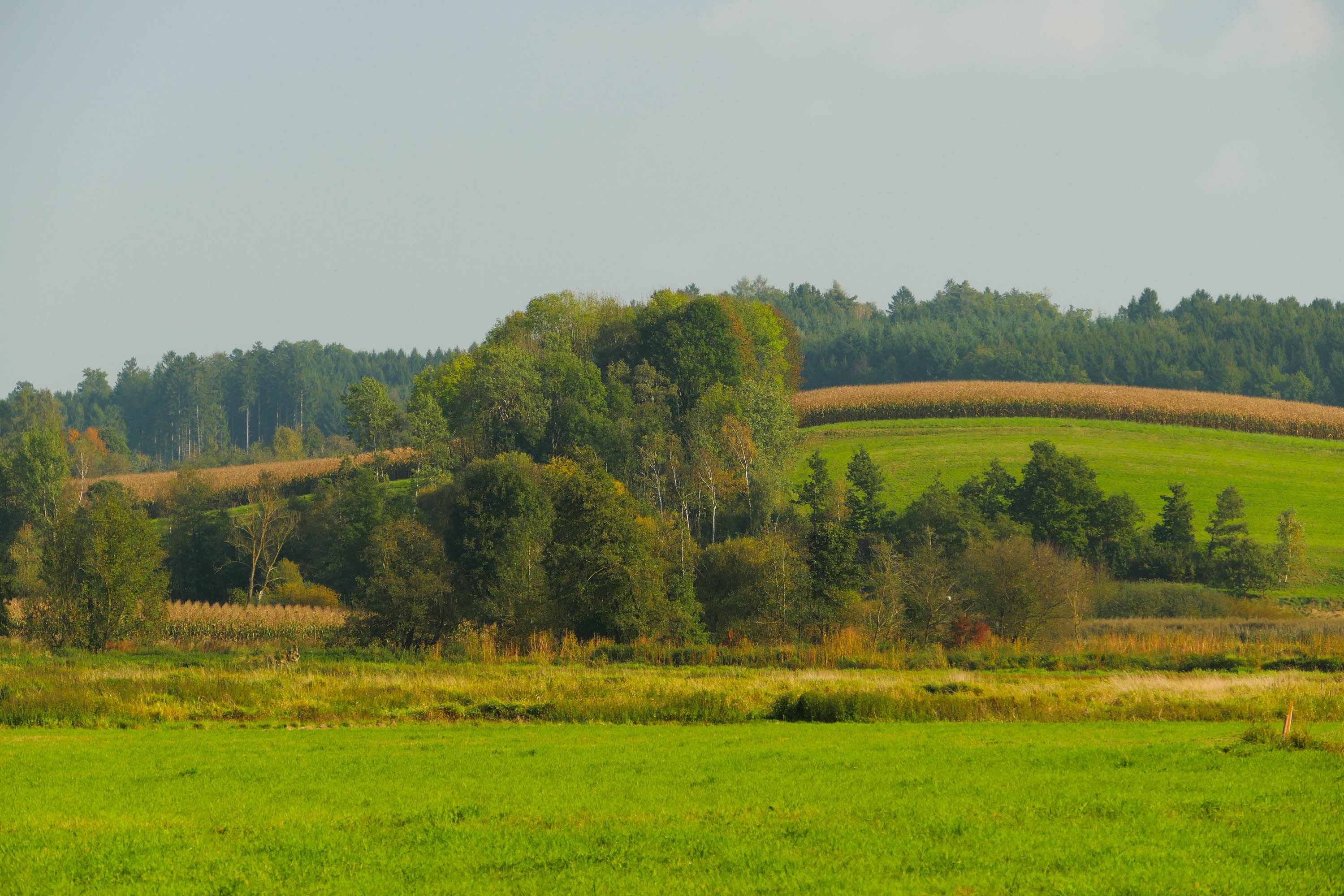
Koaserin

Die Koaserin ist ein seit 2005 bestehendes Naturschutzgebiet in den oberösterreichischen Gemeinden Peuerbach, Heiligenberg und Neukirchen am Walde.
Die Koaserin ist ein Feuchtwiesengebiet, das vom Leitenbach periodisch überschwemmt wird. Im geschützten Gebiet befinden sich laut Zählungen 265 Farn- und Blütenpflanzen sowie 86 verschiedene Vogelarten. Viele davon stehen auf der Roten Liste gefährdeter Tierarten. Auch Biber und Fischotter sind hier heimisch.
Aufgrund der hohen Wasseraufnahmefähigkeit des Bodens ist die Koaserin ein natürliches Rückhaltebecken zum Hochwasserschutz.